# 胡内达
胡内达，是西班牙加泰罗尼亚莱里达省的一个市镇。 总面积47平方公里，总人口2960人（2001年），人口密度63人/平方公里。